# ジャマイカ海峡
座標: 北緯18度10分 西経75度20分 / 北緯18.167度 西経75.333度

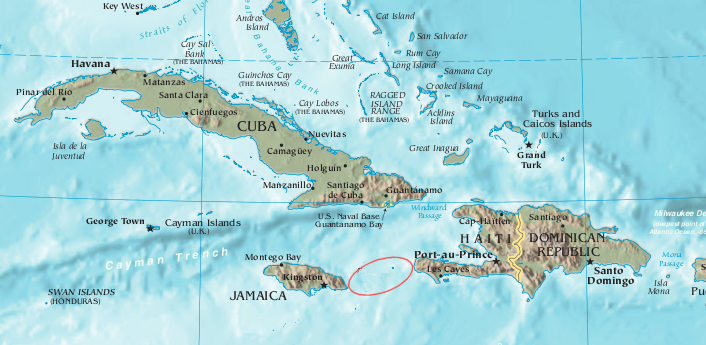
ジャマイカ海峡（赤円）

ジャマイカ海峡（ジャマイカかいきょう、英語:Jamaica Channel、ジャマイカ・クレオール語:Jumieka Chanil）は、カリブ海に浮かぶジャマイカ島とイスパニョーラ島との間にある海峡である。海峡の中にはアメリカ合衆国領のナヴァッサ島がある。
幅は約190km、水深は最大1200mである。